# 匚部
匚部為漢字索引中的部首之一，計二畫，是康熙字典214個部首中的第22個（二畫的中為第16個）。匚部構字時通常形成上左下半包圍結構。一字帶「匚」且無其他部首時歸為匚部。
中華民國教育部推薦的國字標準字體中，匚部與匸部不同。「匚」大篆作「𠥓」。傳統漢字正楷中，「匚」的橫不向左出頭，第二筆起筆處與橫的起筆處相接，且第二筆多為豎折，呈方角；「匸」的橫筆向左方出頭，而第二筆多為豎曲，呈弧角。
中國大陸的中文簡化字中，原從「匸」的字皆改從「匚」，原匸部合併至匚部，且匚部下没有保留附形部首；這一改變也適用於大陸國標的傳統字。日本新字体亦將從「匸」的字改從「匚」，JIS X 0208字符集、主流印刷字體和多數字詞典均不區分兩者，JIS漢字中的舊字體亦不區分兩個部首，一些日語詞典將兩個部首都列出，並標明「合併」。

## 部首單字解釋
方形的容器。見《說文》。

## 字形

甲骨文
金文
大篆
小篆

## 名稱
- 漢語：匚部（拼音：fāngbù，注音：ㄈㄤ ㄅㄨˋ）、左方框
- 日語：
- 朝鲜語：
- 英語：Radical Right open box

## 字例
| 部首外筆畫 | 字例 -{     |
| ---------- | ----------- |
| 0          | 匚          |
| 3          | 匛匜匝匞    |
| 4          | 匟匠匡匢    |
| 5          | 㔯㔰匣匤匥  |
| 7          | 匧匨匩𠥈    |
| 8          | 龨匪匫      |
| 9          | 匬匭㔱      |
| 10         | 𠥔𠥓        |
| 11         | 匯㔲㔳㔴    |
| 12         | 㔵匰匱匲    |
| 13         | 匳          |
| 14         | 匴          |
| 15         | 匵          |
| 16         | 𠥤          |
| 17         | 匶 𠥧       |
| 18         | 匷 𠥨 𠥩 𪟲 |
| 20         | 𠥪          |
| 24         | 㔶 𠥫       |
| 28         | 𠥬 }-       |